# Тетою (комуна)
Тетою (рум. Tetoiu) — комуна у повіті Вилча в Румунії. До складу комуни входять такі села (дані про населення за 2002 рік):
- Берою (453 особи)
- Буделе (274 особи)
- Меняса (152 особи)
- Ненчулешть (471 особа)
- Попешть (382 особи)
- Тетою (815 осіб)
- Цепешть (504 особи)

Комуна розташована на відстані 175 км на захід від Бухареста, 52 км на південний захід від Римніку-Вилчі, 48 км на північ від Крайови.

## Населення
За даними перепису населення 2002 року у комуні проживала 3051 особа.
Національний склад населення комуни:
| Національність | Кількість осіб | Відсоток |
| -------------- | -------------- | -------- |
| румуни         | 3050           | > 99,9%  |
| угорці         | 1              | < 0,1%   |

Рідною мовою назвали:
| Мова      | Кількість осіб | Відсоток |
| --------- | -------------- | -------- |
| румунська | 3049           | 99,9%    |
| угорська  | 2              | 0,1%     |

Склад населення комуни за віросповіданням:
| Релігія       | Кількість осіб | Відсоток |
| ------------- | -------------- | -------- |
| православні   | 3024           | 99,1%    |
| адвентисти    | 25             | 0,8%     |
| римо-католики | 1              | < 0,1%   |
| баптисти      | 1              | < 0,1%   |